# Kölner Verkehrs-Betriebe
De Kölner Verkehrs-Betriebe Aktiengesellschaft, afgekort KVB, is de onderneming die het stedelijk openbaar vervoer in de Duitse stad Keulen exploiteert. Het bedrijf is voor 10% direct in handen van de stad Keulen. Voor de overige 90% is het bedrijf van Stadtwerke Köln, het gemeentelijke bedrijf dat de openbare werken in de stad beheert. Juridisch is de stad Keulen indirect 100% eigenaar. 

## Netwerk
Het bedrijf heeft 12 Stadtbahnlijnen (lengte 237 km), 44 buslijnen (521 km) en een kabelbaan. Men beschikt over twee locomotieven, 381 Stadtbahnvoertuigen en 306 bussen. In totaal zijn er 655 bushaltes en 222 Stadtbahnhaltes.
Per jaar worden 252,1 miljoen reizigers vervoerd met 36,3 miljoen kilometer per jaar.

## Afbeeldingen

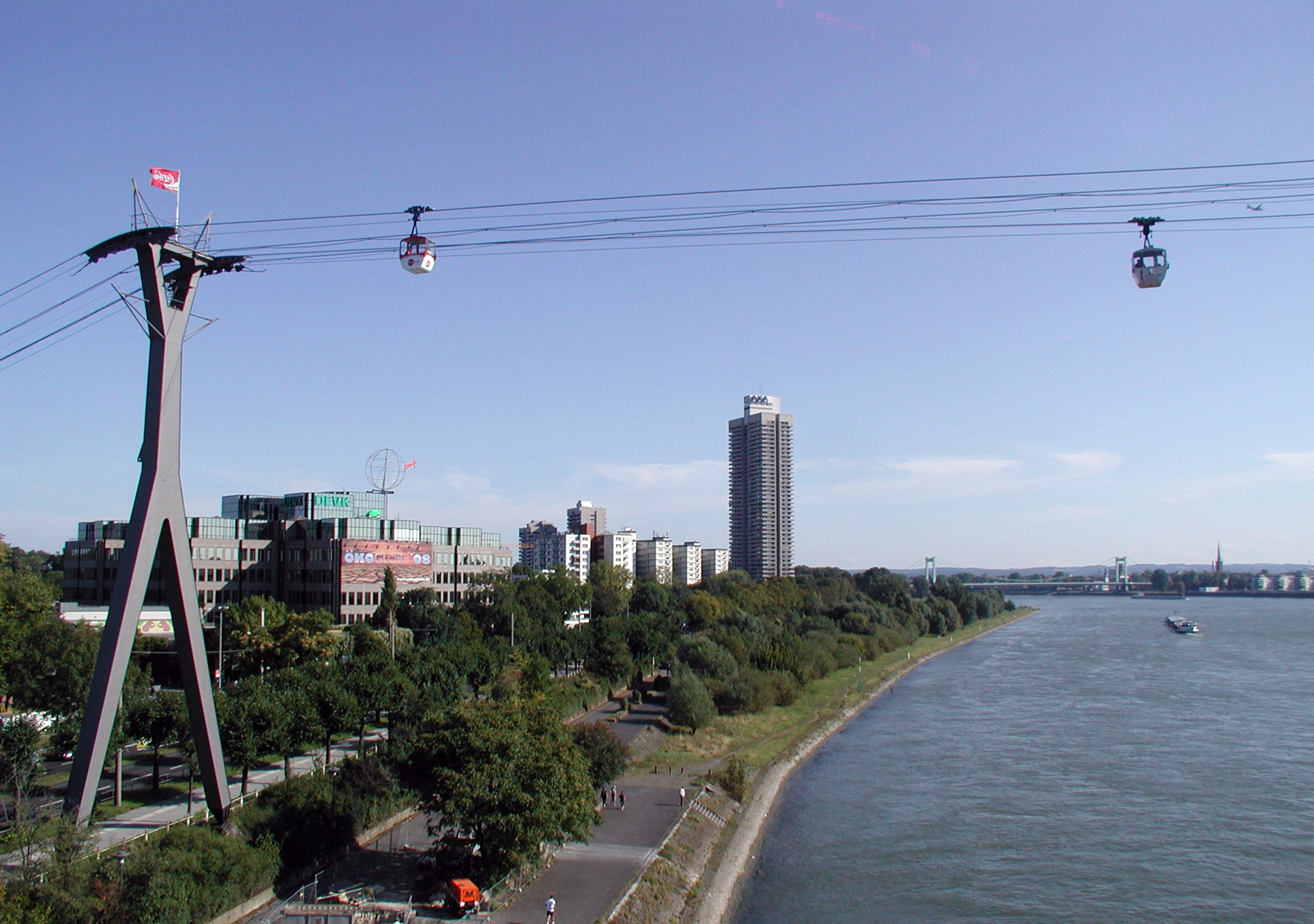
Kabelbaan
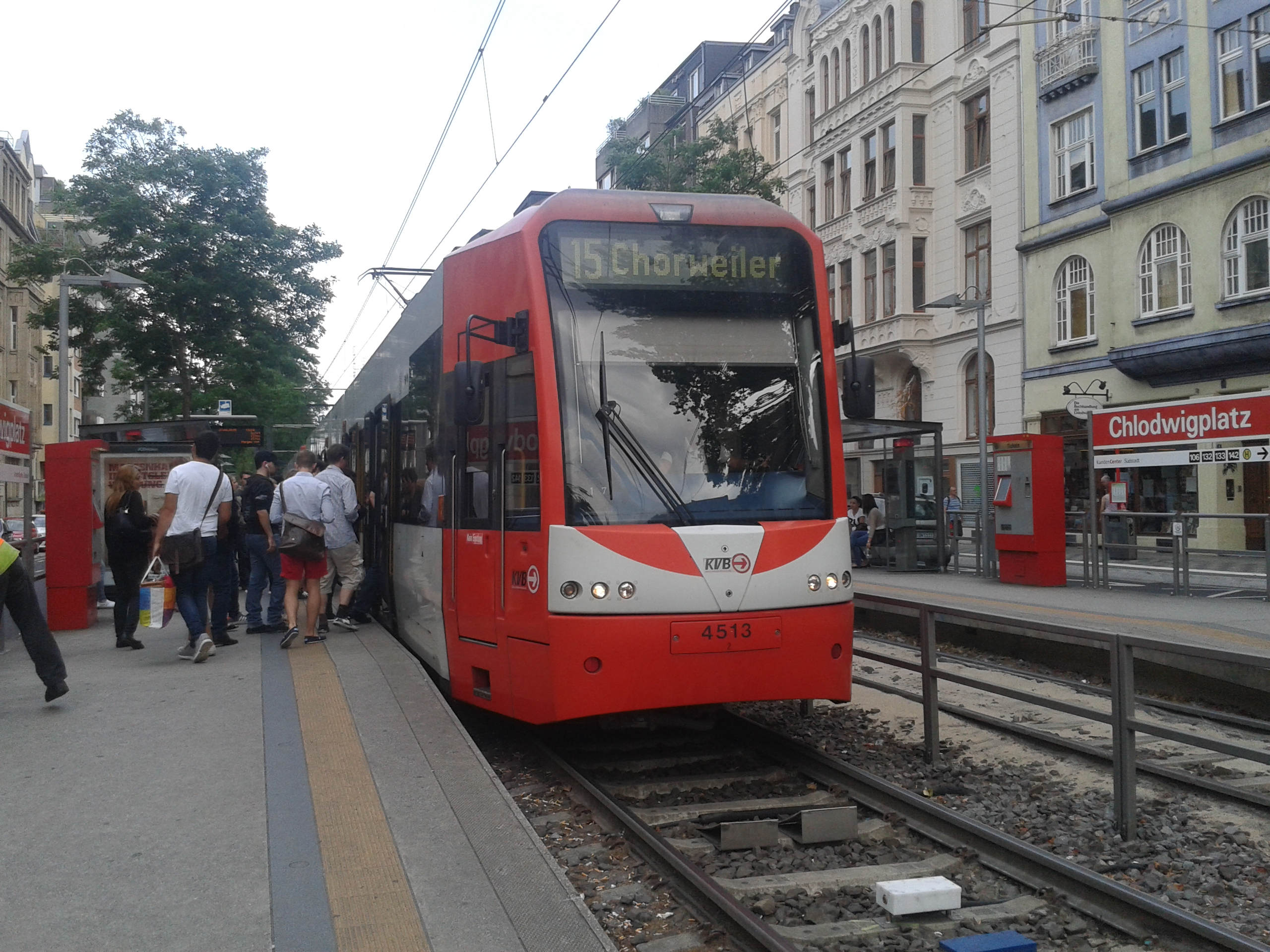
Stadtbahn bij halte Chlodwigplatz
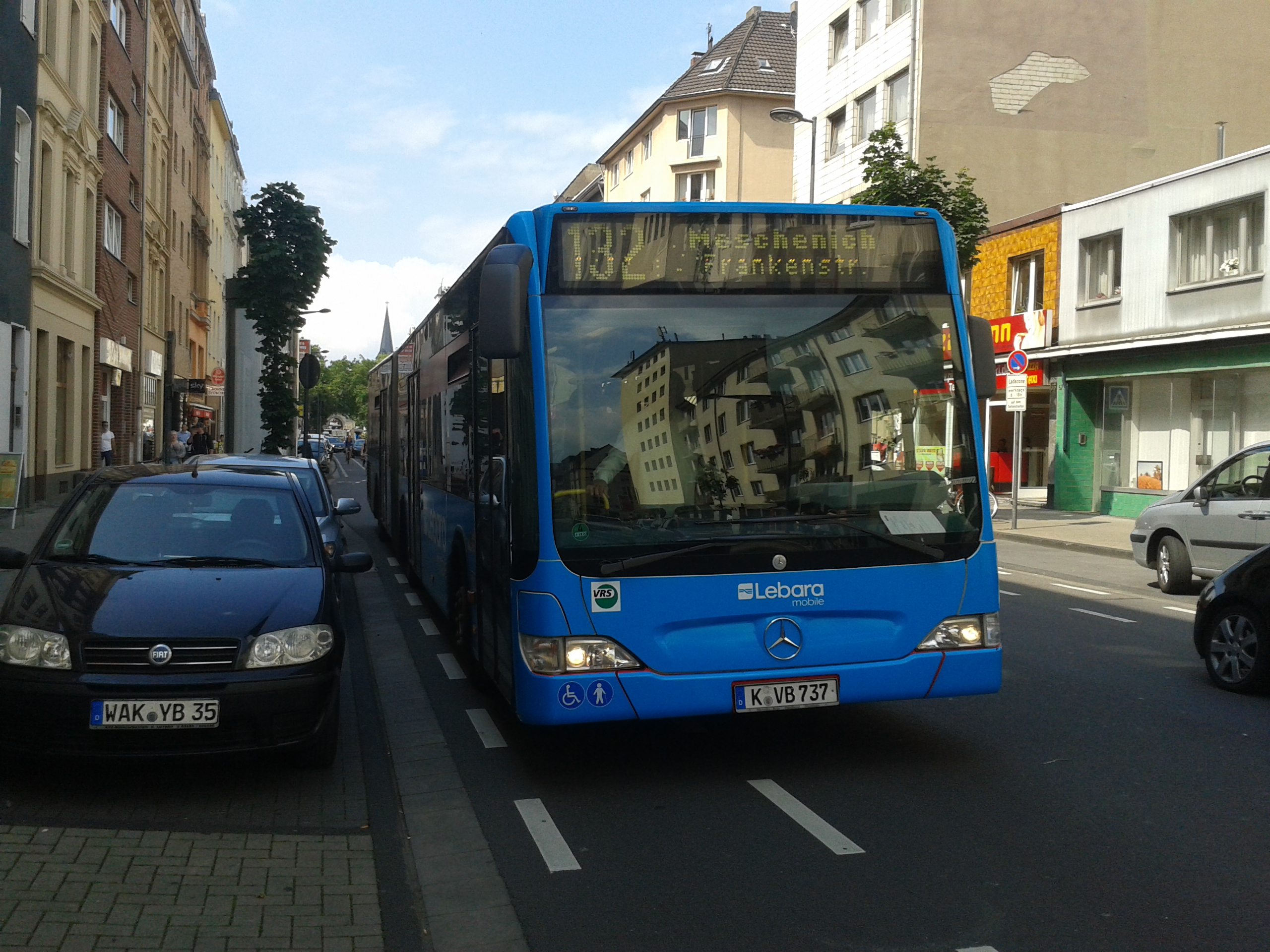
Mercedes Citaro in de Bonner Straße
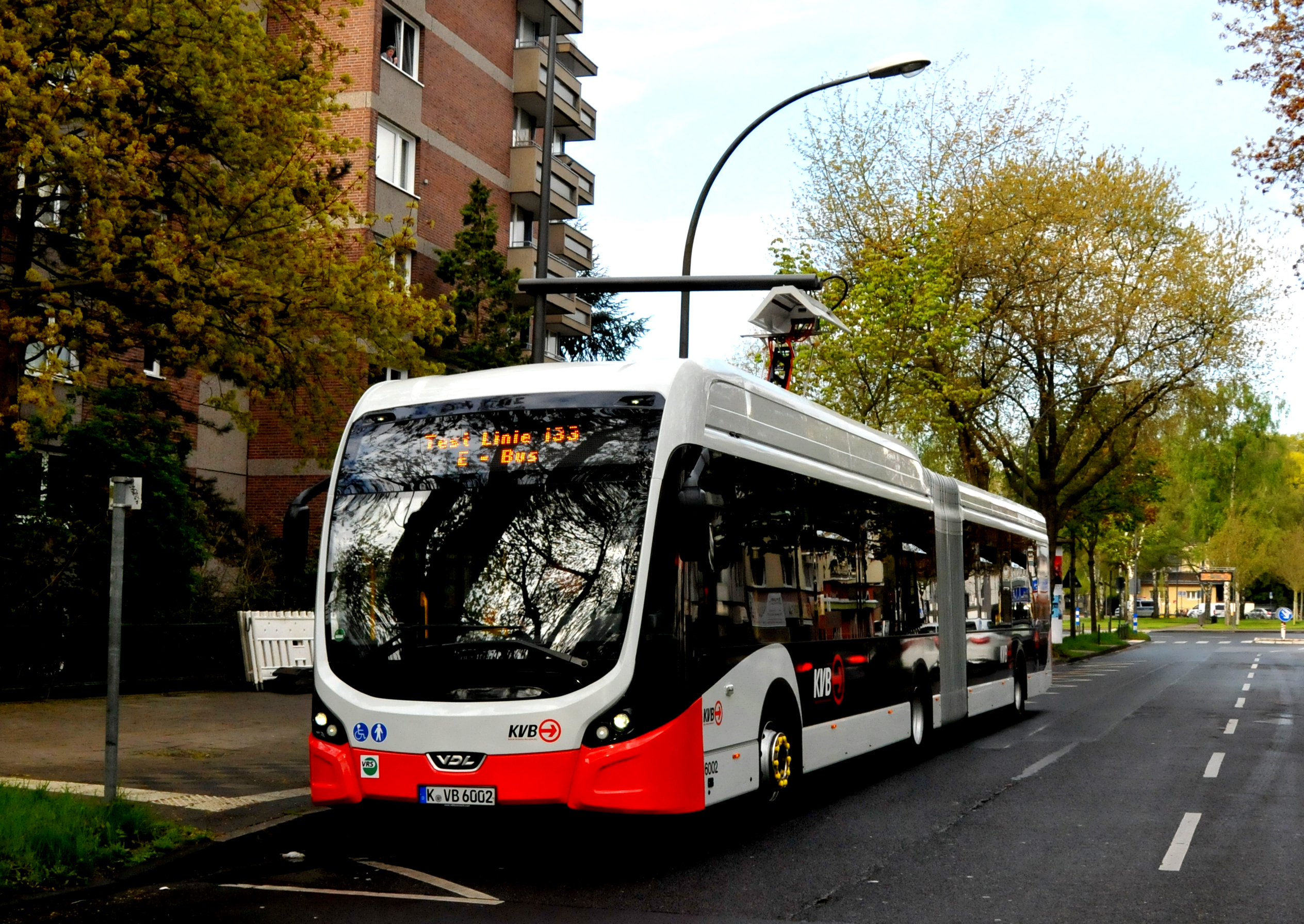
VDL type Citea SLFA 181/Electric